# Lac Cambrien
Lac Cambrien är en sjö i Kanada.   Den ligger i regionen Nord-du-Québec i provinsen Québec, i den östra delen av landet, 1 300 km norr om huvudstaden Ottawa. Lac Cambrien ligger 82 meter över havet. Arean är 133 kvadratkilometer. 
Trakten runt Lac Cambrien är nära nog obefolkad, med mindre än två invånare per kvadratkilometer.